# Erlensterz
Erlensterz ist ein Ortsteil in Hückeswagen im Oberbergischen Kreis im Regierungsbezirk Köln in Nordrhein-Westfalen (Deutschland).

## Lage und Beschreibung
Erlensterz liegt im westlichen Hückeswagen an der Kreisstraße K1 nördlich des größeren Ortsteils Wiehagen. Östlich des Orts entspringen die Bäche Pixwaager Bach und Waager Siefen. Weitere Nachbarorte sind Waag, Pixwaag, Raspenhaus und Wiehagerhöhe.

## Wander- und Radwege
Folgende Wanderwege führen an dem Ort vorbei:
- Der Hückeswagener Rundweg ◯

## Geschichte
Der Name Erlensterz ist älter als der Wohnplatz, da mit diesem Namen ein großes Erlenwaldgebiet an dieser Stelle bezeichnet wurde. Der Wohnplatz erscheint dagegen erst gegen Ende des 19. Jahrhunderts auf zeitgenössischen Karten wie der Ausgabe 1893–95 des amtlichen Messtischblatts der Topografischen Karte 1:25.000.
Im Gemeindelexikon für die Provinz Rheinland werden 1885 ein Wohnhaus mit 13 Einwohnern angegeben. Der Ort gehörte zu dieser Zeit zur Landgemeinde Neuhückeswagen innerhalb des Kreises Lennep. 1895 besitzt der Ort ein Wohnhaus mit 16 Einwohnern, 1905 ein Wohnhaus und zwölf Einwohner.